# درسة سوداء الحلق

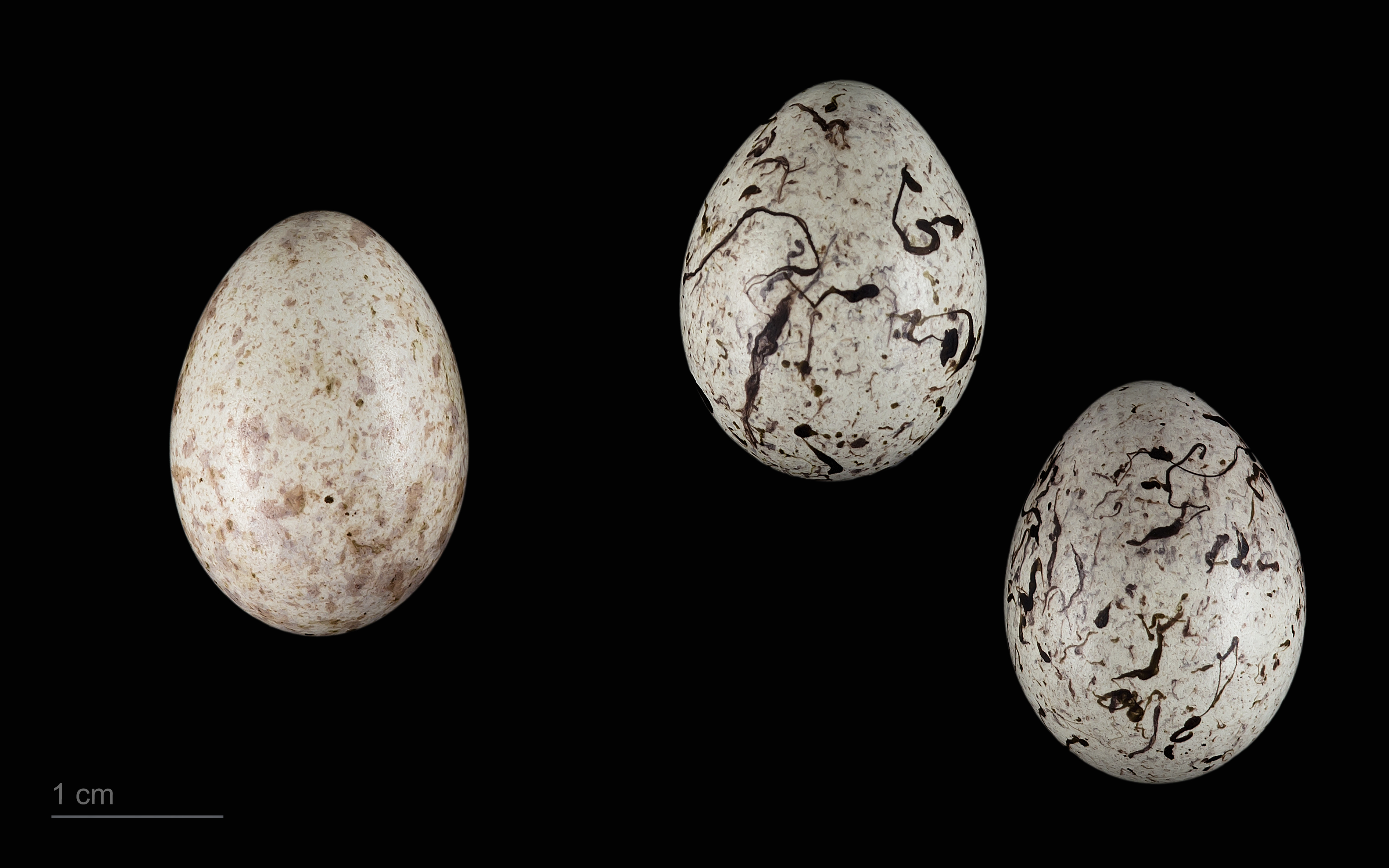
Cuculus canorus canorus + Emberiza cirlus

الدُرسة سوداء الحلق أو الدُرسة المُزقزقة (الاسم العلمي: Emberiza cirlus) (بالإنجليزية: Cirl Bunting)‏، هو طائر ينتمي إلى عنبريات (فصيلة: Emberizidae).

## انظر أيضا

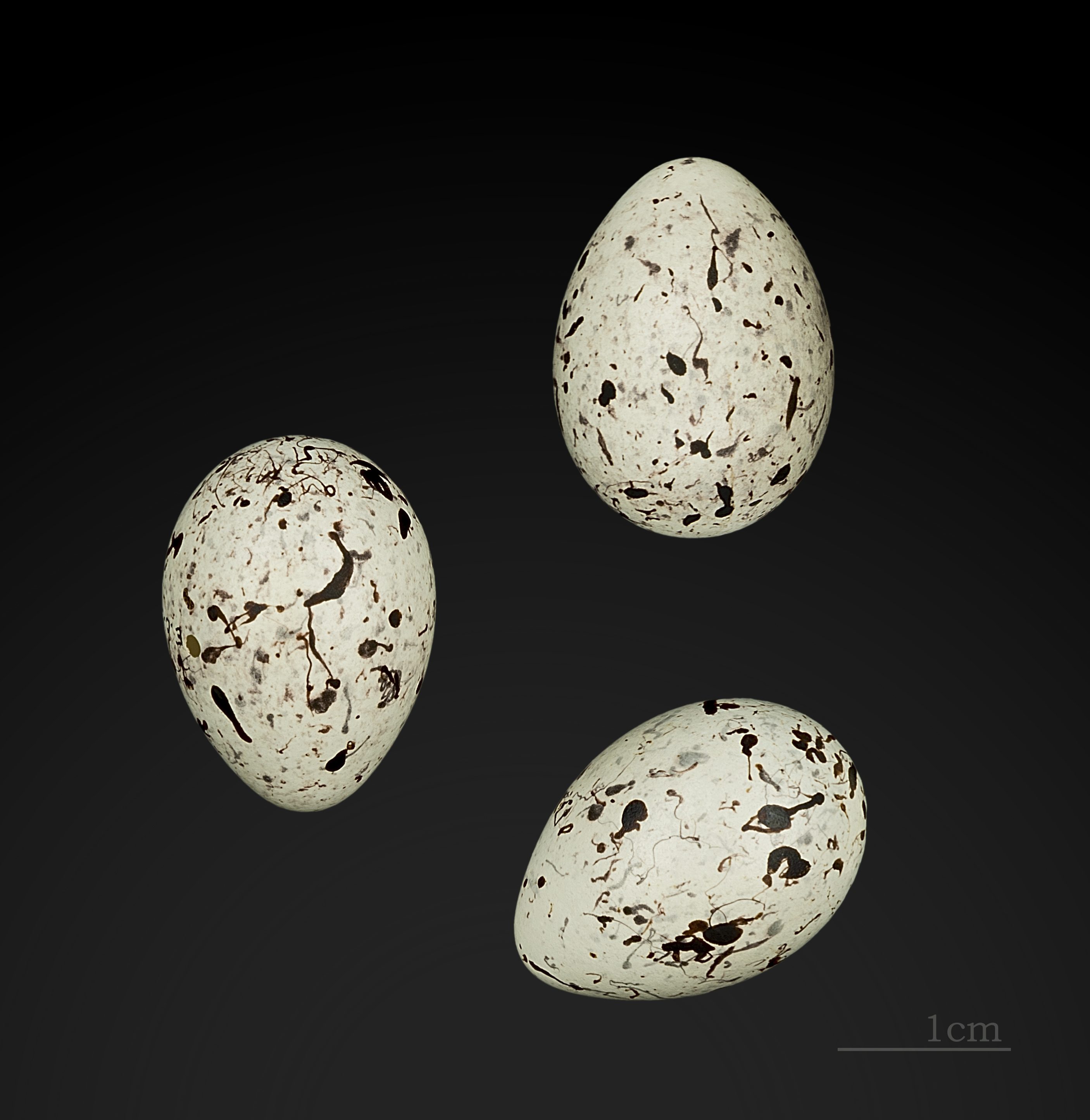
Emberiza cirlus